# 0011 나폴레옹 솔로 - 원 오브 아워 스파이스 이즈 미싱
《0011 나폴레옹 솔로 - 원 오브 아워 스파이스 이즈 미싱》(One Of Our Spies Is Missing)는 미국에서 제작된 E. 다렐 헬렌벡 감독의 1966년  영화이다. 로버트 본 등이 주연으로 출연하였고 보리스 잉스터 등이 제작에 참여하였다.

## 출연

### 주연
- 로버트 본
- 데이비드 맥컬럼

### 조연
- 리오 G. 캐럴
- 모리스 에반스
- 베라 마일즈
- 버나드 폭스
- 해리 데이비스
- 아나 카프리
- 이본느 크레이그
- 제임스 두한
- 올리 오툴
- 돌로레스 페이스
- 안소니 유스트렐
- 리처드 필
- 앤 엘더
- 모니카 키팅

## 기타
- 원작자: 샘 롤프
- 미술: 조지 W. 데이비스
- 미술: 제임스 W. 설리반
- Ass-PD: 조지 레아